# Franz König
Franz König (Sankt Pölten, 3 de agosto de 1905 - Viena, 13 de marzo de 2004) fue un prelado austríaco, quien fue arzobispo de Viena (1956-1985) y cardenal de la Iglesia católica. Cuando falleció era el segundo cardenal más longevo en todo el mundo, y el que durante más tiempo estuvo en servicio (fue nombrado cardenal por el papa Juan XXIII). Fue cofundador de la Academia Europea de Ciencias y Artes.

## Biografía

### Primeros años y formación
Nació en Rabenstein, en Baja Austria, como el mayor entre nueve hermanos. Cursó estudios en un colegio católico en Melk, y más tarde en Roma (Filosofía y Teología en la Universidad Pontificia Gregoriana y cuestiones religiosas y lingüísticas de la antigua Persia en el Instituto Bíblico). 
Se licenció en Ciencias Sociales en la Universidad de Lille.
En 1946, obtuvo el título de Privatdozent para Ciencia de las Religiones (especialidad de Estudios Bíblicos) en la Facultad católica de la Universidad de Viena.

### Sacerdocio
Fue ordenado sacerdote el 27 de octubre de 1933, y en 1938 fue nombrado capellán de la catedral de St. Pölten.
En 1945 ejerció como profesor de religión en Krems (Danubio). También fue nombrado profesor extraordinario de Teología Moral en Salzburgo (1948) y obispo de Livias (1952). 

### Episcopado
En 1956 fue nombrado arzobispo de Viena en 1956 como sucesor de Theodor Innitzer. 
Su sucesor como Arzobispo de Viena fue Hans Hermann Groer, con cuya elección König no tuvo nada que ver y que eventualmente fue destituido por Juan Pablo II por conducta sexual inapropiada.

### Cardenalato
Fue elevado a Cardenal en 1958 por el papa Juan XXIII, recibiendo el Titulus S. Eusebii, y fue miembro de la Comisión de Teología en el primer período del Concilio Vaticano II. Fue el ordinario para los fieles de rito bizantino residentes en Austria, y presidente de la Conferencia Episcopal Austriaca.
Fue director del Secretariado para los no creyentes (1965-1980), del que fue creador, y en 1966 fue nombrado miembro de la American Academy of Arts and Science. Durante la década de 1970 trabajó junto con el Canciller Federal austríaco Bruno Kreisky con la intención de conciliar al Socialismo con la Iglesia Católica, aunque firmemente se opuso a la introducción del aborto legalizado por el gobierno socialista de Kreisky; incluso fue parte de una manifestación de la oposición. Dentro de la Iglesia, se dedicó a tratar el ecumenismo. También tuvo un rol importante en la elección de Juan Pablo II como Papa.

## Últimos años
Hasta su muerte, el cardenal König estuvo activo en la Arquidiócesis de Viena. Le sustituyó Christoph Schönborn. En 2003, durante sus vacaciones, König tuvo una caída en seco y se fracturó la cadera. Sin embargo, tras ser operado se recuperó rápidamente y sólo unos meses después celebró la Misa de nuevo. Fue Presidente de Pax Christi Internacional.

### Fallecimiento
Falleció mientras dormía el 13 de marzo de 2004. Fue enterrado en la Catedral de San Esteban de Viena.

## Obra
- Das Alte Testament und die orientalischen Religionen (1947)
- Christus und die Religionen der Erde (1951, 3 vols.)
- Religionswissenschaftliches Wörterbuch (1956)
- Zarathustras Jenseitsvomtellungen und das Alte Testament (1964)
- Worte zur Zeit (1968)
- Die Studie der Welt (1971)
- Der aufbruch zum Geist (1972)
- Das Zeichen Gottes (1973)